# Del meglio del nostro meglio Vol. 1
Del meglio del nostro meglio Vol. 1 è la prima compilation del gruppo musicale italiano Elio e le Storie Tese, pubblicata nel 1997.

## Contenuti
La raccolta è composta in parte da alcuni brani riarrangiati e che erano ancora inediti.

## Titolo
Il titolo rimanda alle raccolte di Mina Del mio meglio.

## Copertina
La copertina dell'album è una versione "allargata" di quella dell'album E tu... di Claudio Baglioni, dove viene mostrato quello che non si poteva vedere nella copertina originale. Si scopre che una persona intenta a fare jogging è involontariamente entrata nella foto e che tra l'uomo e la donna che si abbracciano si nota l'ombra di una "sporgenza" un po' sospetta.

## Brani musicali
- Born to be Abramo?: introduzione del CD, è il campionamento tratto da uno spot pubblicitario di un detersivo, in cui Claudia Mori recitava la frase "Aloni sì, aloni no. E fatte 'sta pizza", con un evidente riferimento al testo de La terra dei cachi. Il titolo riprende la tracklist di Italyan, Rum Casusu Çikti, dove la prima traccia del disco aveva lo stesso titolo del brano successivo (Servi della gleba), con l'aggiunta di un punto interrogativo alla fine; questa, già a sua volta, era una citazione di In the Flesh?/In the Flesh, tratta da The Wall dei Pink Floyd.
- Born to be Abramo: nuova versione del succitato singolo del 1990, Sveliatevi!. In questa versione cantò anche Patrick Hernandez e gli intermezzi parlati di Rocco Tanica furono eliminati. In questa canzone sono anche citati Triangolo di Renato Zero e You Make Me Feel (Mighty Real) di Sylvester.
- L'astronauta pasticcione: brano inedito. La canzone racconta di un maldestro astronauta alle prese con il suo problema dell'incontinenza. Nel testo sono presenti citazioni del brano La macellazione di Claudio Rocchi.
- Servi della gleba: è presente una citazione da Una storia disonesta di Stefano Rosso. Preceduta dall'introduzione (trasposizione in chiaro della ghost track dell'album Italyan, Rum Casusu Çikti), finora inedita in chiaro, dove si segnala l'incipit da La donna cannone di Francesco De Gregori e una citazione da Fiori rosa fiori di pesco di Lucio Battisti. L'uomo che parla al telefono negli ultimi secondi della canzone è Faso, il bassista del gruppo.
- Tapparella: questo brano ha come tema principale le feste organizzate ai tempi della scuola media. La versione è la stessa di Eat the Phikis, ma con il finale modificato (il Coro delle Voci Bulgare e Vittorio Cosma interrompono per qualche secondo la canzone).
- L'eterna lotta tra il bene e il male: brano inedito. Il pezzo è un improbabile medley tra la canzone Very Good Very Bad di Anand Bakshi e Laxmikant Pyarelal, e i messaggi telefonici di Nasty Sciura, pieni di insulti e minacce rivolti a Rocco Tanica. La frase "non vorrei rovinare un così bel rapporto" è una citazione degli 883, mentre quando Elio dice "lungo il fiume milioni di proseliti, un signore canta una nenia misteriosa" la canzone gira è sulla base di Within You Without You dei Beatles dall'album Sgt. Pepper's Lonely Hearts Club Band. Il brano segue praticamente lo stesso concetto di tracce come A Message to Harry Manback dei Tool (contenuto nell'album Ænima).                     Tanica rivelerà anni dopo, durante una puntata del podcast Tintoria, che la voce della donna che lo vessava era in realtà quella della madre di una sua ex fidanzata, che non aveva mai visto di buon occhio la relazione tra sua figlia e il tastierista, e che si era rivolta ad una fattucchiera per maledirlo: Rocco l'aveva riconosciuta attraverso il marcato accento calabrese e i vari riferimenti all'opera lirica, di cui la donna era appassionata. Nonostante ciò, Tanica ricevette il permesso dalla sua ex compagna per poter inserire questi messaggi nel brano, poiché la madre della ragazza probabilmente negò di aver fatto quelle registrazioni.
- La terra dei cachi: racconta la vita e le abitudini dell'Italia travolta da continui scandali (il pizzo, episodi criminali mai puniti). Vengono citati, inoltre, tutti quei comportamenti che caratterizzano il cittadino italiano nel mondo, come ad esempio la passione per il calcio, la pizza e gli spaghetti. Questa versione è in studio, mentre su Eat the Phikis è presente una versione registrata dal vivo al Festival di Sanremo.
- Pipppero®: cita soprattutto Ramaya di Afric Simone, ma anche I Feel Fine dei Beatles e Bugiardi noi di Umberto Balsamo. Molti altri artisti e dischi sono anche nominati al termine della canzone: Kung Fu Fighting di Carl Douglas, Fly Robin Fly di Silver Convention, Il meglio dei Tavares, Ali Shuffle di Alvin Cash, Disco Inferno di The Trammps, Cerrone, Boney M. con Ma Baker, Daddy Cool, Rasputin, Disco Duck di Rick Dees, Gimme Some di Jimmy "Bo" Horne, Sandokan ed Orzowei degli Oliver Onions.
- Nubi di ieri sul nostro domani odierno (Abitudinario): nuova versione del brano pubblicato nel primo album, in cui Elio imita la voce di Al Bano. Alla fine c'è la seconda parte delle avventure di Giorgio e Piero, narrate da Vittorio Cosma come in Italyan, Rum Casusu Çikti.
- Burattino senza fichi: Pinocchio scopre la sessualità e si dedica all'autoerotismo; cita uno slogan pubblicitario dell'imbonitrice televisiva sig.ra Famoso Iole. Il titolo è una storpiatura del disco Burattino senza fili di Edoardo Bennato.
- Supergiovane: la parte in cui parla il "matusa", interpretato da Diego Abatantuono è diversa dall'originale. È citato lo spot del Crodino e la canzone The Old Landmark cantata da James Brown in The Blues Brothers.
- Cara ti amo (risvolti psicologici nei rapporti fra giovani uomini e giovani donne): versione decisamente più "colorita" di quella originale.
- John Holmes: Si tratta di una nuova versione del brano di Elio Samaga ed è dedicata all'omonimo attore pornografico.
- Alfieri: Manifesto culturale della band nei primi anni '80, registrato dal vivo al Circolo Fratellanza e Pace di Legnano. Cantano tutti i membri ad eccezione di Christian Meyer e Feiez, che ancora non erano entrati nel gruppo.
- Sos epidos: brano in sardo cantato dai "Tenores di Neoneli".[1]

## Tracce
Testi di Elio, Rocco Tanica, Faso e Cesareo.
1. Born to be Abramo? (spot skit) – 0:14
2. Born to be Abramo – 4:57 (musica: Rocco Tanica, Elio)
3. L'astronauta pasticcione – 4:51 (musica: Rocco Tanica)
4. Servi della gleba – 4:38 (musica: Rocco Tanica, Faso, Elio, Cesareo)
5. Tapparella – 6:40 (musica: Cesareo, Rocco Tanica, Elio)
6. L'eterna lotta tra il bene e il male – 4:10 (musica: Rocco Tanica)
7. La terra dei cachi – 4:16 (musica: Rocco Tanica, Elio, Cesareo, Faso)
8. Pipppero® – 4:20 (musica: Elio, Rocco Tanica)
9. Nubi di ieri sul nostro domani odierno (Abitudinario) – 4:17 (musica: Rocco Tanica, Elio, Faso, Cesareo)
10. Burattino senza fichi – 4:53 (musica: Elio, Cesareo, Rocco Tanica)
11. Supergiovane – 8:24 (musica: Rocco Tanica, Elio)
12. Cara ti amo – 5:03 (musica: Rocco Tanica, Elio)
13. John Holmes – 3:47 (musica: Elio, Rocco Tanica)
14. Alfieri – 6:25 (musica: Rocco Tanica)
15. Sos epidos (acapella sarda outro) – 1:30 (Tonino Cau)

## Formazione
- Elio - canto
- Rocco Tanica - tastiera
- Cesareo - chitarra alto
- Faso - chitarra basso
- Feiez - sassofono, chitarra, canto, largo al factotum
- Millefinestre - batteria